# Nosy Mitsio
Nosy Mitsio is een eiland van Madagaskar in het Mitsio-archipel gelegen in de provincie Antsiranana in de Straat Mozambique met een grootte van 29,7 km2. Het eiland ligt 35 kilometer van het vasteland.
De hoofdplaats van het eiland is Ambaramidada en het hoogste punt is de Mont Mitsio met 206 meter. Het eiland is 20 kilometer lang en 8 kilometer breed. Op dit eiland komt de panterkameleon voor.